# Provinz El Meniaa
El Meniaa (arabisch ولاية المنيعة, DMG Wilāyat al-Manīʿa) ist eine Provinz (wilaya) im mittleren Algerien. Provinzhauptstadt ist El Meniaa.
Die im Dezember 2019 neu geschaffene Provinz war zuvor Teil der Provinz Ghardaia. Sie liegt in der Sahara und grenzt an fünf Provinzen: Ghardaia im Norden, Ouargla im Osten, In Salah im Süden, Timimoun im Westen und El Bayadh im Nordwesten.
Mit 61.647 Einwohnern (Stand 2008) auf 62.215 km² ist sie nur dünn besiedelt, die Bevölkerungsdichte beträgt rund 1 Einwohner pro Quadratkilometer.

## Kommunen
In der Provinz liegen folgende Kommunen als Selbstverwaltungskörperschaften der örtlichen Gemeinschaft:
| Code ONS | Kommune     | Arabisch   | Bevölkerung 2008 |
| -------- | ----------- | ---------- | ---------------- |
| 4702     | El Meniaa   | المنيعة    | 40.195           |
| 4711     | Hassi Fehal | حاسي الفحل | 3.651            |
| 4712     | Hassi Gara  | حاسي قارة  | 17.801           |

## Nachweise
1. ↑  Journal Officiel de la Republique Algerienne Democratique et  Populaire - Conventions et Accords Internationaux - Lois et Decrets Arretes, Decisions, Avis, Communications et Annonces (Traduction Française) Nr. 78 des 58. Jahrganges vom 18. Dezember 2019 (PDF); abgerufen am 2. Mai 2020
2. ↑  Algeria Press Service vom 27. November 2019: Ten administrative districts promoted into provinces with full prerogatives; abgerufen am 2. Mai 2020
3. ↑  Badreddine Yousfi: Les territoires sahariens en Algérie. Gouvernance, acteurs et recomposition territoriale, abgerufen am 14. August 2020
4. ↑  Office National des Statistiques Algérie: Population selon la commune de résidence (1998–2008)